# Guilherme Voss
Guilherme Voss Messias Dos Santos (Rio de Janeiro, 14 de abril de 2000) é um jogador de voleibol brasileiro que atua na posição de central.

## Carreira
Voss começou a carreira jogando voleibol de praia pela categoria sub-14, onde os times eram formados por 4 jogadores. Mudou-se para o voleibol de quadra pois iria começar a jogar em dupla. Jogou pelas categorias infanto-juvenil do Flamengo. Em 2016, foi convocado pela primeira vez a representar a seleção brasileira sub-19.
Em 2018, conquistou o primeiro título vestindo a camisa da seleção brasileira, ao derrotar na final a Argentina pelo Campeonato Sul-Americano Sub-21. No ano seguinte, conquistou a medalha de bronze no Campeonato Mundial Sub-21, realizado no Bahrein.
Em 2019, Guilherme foi estudar na Universidade do Havaí e, consequentemente, integrou o time de voleibol masculino, o Hawaii Rainbow Warriors. Durante sua estadia no Havaí, Voss conquistou 2 (dois) títulos da NCAA, no campeonato de 2021 e 2022, tornando-se extremamente condecorado.
Ao final de seu curso, Guilherme firmou contrato com o Tours Volley-Ball, time que atua na cidade de Tours, na França e, atualmente disputa a Marmara SpikeLigue e a primeira divisão do campeonato francês.
Voss auxiliou seu time a chegar na final da Marmara SpikeLigue de 2025, com o último jogo da final agendado para o dia 17 de maio de 2025.
No dia 14 de maio de 2025, Guillherme foi convocado pela Seleção Brasileira para atuar na Liga das Nações de 2025.

## Infância e Juventude
Guilherme nasceu no Rio de Janeiro, em 14 de abril de 2000 e, logo após, foi morar no Texas pelos primeiros anos de sua formação.
Retornou para sua cidade natal e estudou no Colégio Teresiano, onde também se formou em 2017.
Voss formou sua base de amizades, como o grupo Seletos, nestes anos integrais de sua juventude, enquanto conciliava os estudos com o treino e campeonatos de voleibol.

## Títulos
Seleção Brasileira
- Campeonato Sul-Americano Sub-21: 2018
- Campeonato Mundial Sub-21: 2019

NCAA
- Campeonato da NCAA de voleibol masculino: 2021
- Campeonato da NCAA de voleibol masculino: 2022

## Clubes
| Ano       | Clube                   |
| --------- | ----------------------- |
| 2016–2019 | Flamengo                |
| 2019–2024 | Hawaii Rainbow Warriors |
| 2024-     | Tours Volley-Ball       |

## Prêmios individuais
- 2019: Campeonato Mundial Sub-21 – Melhor central